# محمد ایوبی
محمد ایوبی (۲۲ شهریور ۱۳۲۱ – ۱۹ دی ۱۳۸۸) داستان‌نویس، نویسنده و پژوهشگر اهل ایران بود.

## زندگی

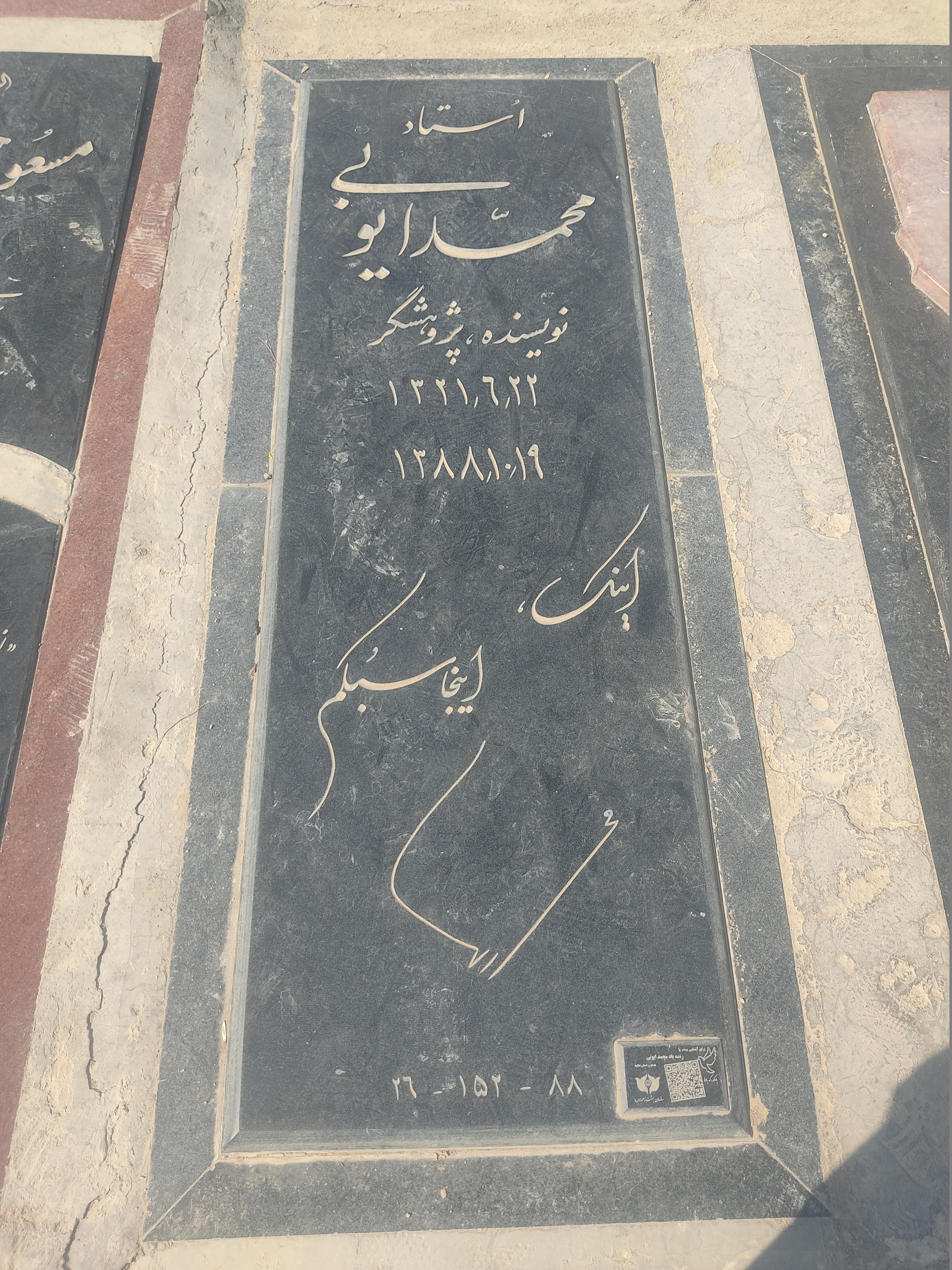
قبر محمد ایوبی در قطعه هنرمندان بهشت زهرا

محمد ایوبی در سال ۱۳۲۰ در شهر اهواز متولد شد. وی از معدود نویسندگان دهه چهل بود که بعد از انقلاب اسلامی هم در ایران ماند. او از اعضای قدیمی کانون نویسندگان بود. رمان‌های راه شیری، سفر تا سرطان مغول، سه‌گانه آواز طولانی جنوب و مجموعه داستان مراثی بی پایان از آثار اوست.
او سردبیر مجلهٔ اینترنتی - ادبی خزه بود که گاه به گاه به روز می‌شود.
محمد ایوبی، روز شنبه ۱۹ دی ۱۳۸۸ در سن ۶۷ سالگی و بر اثر بیماری ریوی در بیمارستان ابن سینای تهران از دنیا رفت و در قطعه هنرمندان بهشت زهرا به خاک سپرده شد.

## آثار
از آثار او می‌توان از "گزیده اشعار نیما یوشیج"، سه‌گانه رمان "آواز طولانی جنوب" ("غمزه مردگان"، "سفر سقوط" و "زیتون تلخ، خرمای گس")، داستان بلند "راه شیری"، رمان‌های "صورتک‌های تسلیم"، "زیر چتر شیطان" و "روز گراز" و مجموعه داستان‌های "مراثی بی پایان"، "پایی برای دویدن" و "شکفتن سنگ" نام برد.
رمان "صورتک‌های تسلیم" او در سال جاری از نامزدهای دریافت جایزه جلال آل احمد است.
ایوبی در دهه هفتاد مدتی مسئول صفحه ادبی روزنامه سلام بود که مجموعه مقالات او در آن روزنامه، بعدها در قالب کتاب "جان شکر" گردآوری و منتشر شد.
آقای ایوبی مجموعه داستان "جنوب سوخته" و رمان "طیف باطل" را نیز پیش از انقلاب سال ۱۳۵۷ ایران نوشته بود که به گفته خود او "هر دو به دست ممیزان دوران به مقوا بدل گشته‌اند".
رمان "با خلخال‌های طلایم خاکم کنید" نوشته محمد ایوبی نیز در سال‌های اخیر موفق به گرفتن مجوز از وزارت فرهنگ و ارشاد اسلامی ایران نشد و نهایتاً در وب سایت رادیو زمانه منتشر شد.
دو رمان "مرد نشویش همیشه" و "آب بازی" نوشته محمد ایوبی زیر چاپ هستند که به زودی منتشر خواهند شد.